# Supernova (film, 2020)
Supernova je britský hraný film z roku 2020, který režíroval Harry Macqueen podle vlastního scénáře. Snímek měl světovou premiéru na Mezinárodním filmovém festivalu v San Sebastianu dne 3. září 2020.

## Děj
Klavírista Sam a spisovatel Tusker, kteří žijí společně již 20 let, se vydávají na výlet obytným autem přes Anglii s původně neurčitým cílem. Sam se stará o Tuskera, kterému byla diagnostikována progresivní demence.
Cestou se zastaví na oslavě u Samovy sestry a její rodiny. Zde Sam náhodou zjistí, že je Tusker zjevně rozhodnutý skoncovat se svým životem a naplánoval cestu právě z tohoto důvodu.

## Obsazení
| Colin Firth       | Sam             |
| Stanley Tucci     | Tusker          |
| James Dreyfus     | Tim             |
| Pippa Haywood     | Lilly           |
| Sarah Woodward    | Sue             |
| Tina Louise Owens | Liz             |
| Lori Campbell     | Lola            |
| Peter MacQueen    | Clive           |
| John Alan Roberts | host na večírku |
| Julie Hannan      | číšnice         |

## Ocenění
- Mezinárodní filmový festival v San Sebastiánu: nominace na Zlatou mušli
- Sunset Circle Awards: nominace na nejlepšího herce ve vedlejší roli (Stanley Tucci)